# Генадій (Вилчев)
Єпископ Генадій (в миру Георгій Петров Вилчев, болг. Георги Петров Вълчев, 12 лютого 1955, Голям-Манастир — 26 травня 2008, Софія) — єпископ Болгарської православної церкви, єпископ Мельницький, ігумен Троянського монастиря.

## Біографія
Народився 12 лютого 1955 року в ямбольському селі Голям-Манастир зі світським ім'ям Георгі Петров Вилчев. У 1969 році закінчив початкову освіту в Трявні. З 1980 по 1985 рік закінчив Софійську духовну семінарію, а в 1991 році — Духовну академію Святого Климента Охридського у Софії.
Пострижений в ченці 9 березня 1978 року у Врачеському монастирі митрополитом Ловчанським Григорієм. 25 грудня 1978 у Святу Неділю в Ловечі митрополит Григорій висвятив його в сан ієродиякона, а наступного дня зарахований до братії Гложенського монастиря, де був настоятелем з 1 квітня 1980 по 1981 рік. З 1981 по 1998 рік настоятель Чекотинського монастиря Святого Архангела Михаїла.
9 березня 1986 року за рішенням Священного Синоду митрополит Григорій звів його в сан архімандрита. У 1989-1991 роках був делегатом Священного Синоду на посаді виконуючого обов'язки директора Синодального виробничого комплексу «Ільїнці» в Софії та одночасно директором монастирсько-виробничої діяльності в Чекотинському монастирі.
10 жовтня 1992 року був висвячений на єпископа схизматичним Альтернативним Синодом. 1 жовтня 1998 року рішенням Всеправославного Собору був канонічно повернутий до Болгарської православної церкви як єпископ Мельницький.
З 10 грудня 1998 року був делегатом Священного Синоду та виконуючим обов'язки настоятеля Троянського монастиря.
Помер 26 травня 2008 року у Софії. Згідно заповіту був похований у Правці.